# Витлин (деревня)
Витлин (бел. Вітлін) — деревня в Поболовском сельсовете Рогачёвского района Гомельской области Беларуси.

## География

### Расположение
В 26 км на юго-запад от районного центра и железнодорожной станции Рогачёв (на линии Могилёв — Жлобин), 147 км от Гомеля.

## Транспортная сеть
Транспортные связи по просёлочной, затем автомобильной дороге Бобруйск — Гомель. Планировка состоит из прямолинейной улицы, ориентированной с юго-востока на северо-запад, к которой присоединяется короткая прямолинейная улица. Застройка двусторонняя, деревянная, усадебного типа.

## История
По письменным источникам известна с XVI века как селение в Речицком повете Минского воеводства Великого княжества Литовского. По инвентарю Бобруйского староства 1639 года деревня, 14 валок земли (8 пустовали). После 2-го раздела Речи Посполитой (1793 год) в составе Российской империи.
В 1919 году открыта школа, которая размещалась в наёмном крестьянском доме. В 1931 году организован колхоз «Огонёк», работала кузница. Во время Великой Отечественной войны 23 жителя погибли на фронте. Согласно переписи 1959 года в составе колхоза «Красная Армия» (центр — деревня Остров).

## Население

### Численность
- 2004 год — 23 хозяйства, 43 жителя.

### Динамика
- 1925 год — 55 дворов.
- 1959 год — 207 жителей (согласно переписи).
- 2004 год — 23 хозяйства, 43 жителя.